# آدم كشتوت
آدم كشتوت (بالبولندية: Adam Kszczot) مواليد 2 سبتمبر 1989 في بولندا، هو عداء بولندي متخصص في 800 متر. أفضل رقم شخصي له هو 46.51 (400 م) و1:43.30 (800 متر). شارك في دورة الألعاب الأولمبية. سبق أن فاز بالميدالية الذهبية في بطولة أوروبا لألعاب القوى وبطولة أوروبا لألعاب القوى داخل الصالات.

## سجل المنافسة
| العام | المسابقة                                      | المكان                | المركز | حدث   | ملاحظة  |
| ----- | --------------------------------------------- | --------------------- | ------ | ----- | ------- |
| 2007  | بطولة أوروبا لألعاب القوى للناشئين 2007       | هينجيلو               | 3      | 800 م | 1:48.10 |
| 2008  | بطولة العالم للناشئين لألعاب القوى 2008       | بيدغوشتش              | 4      | 800 م | 1:47.91 |
| 2009  | بطولة أوروبا لألعاب القوى داخل الصالات 2009   | تورينو                | 4      | 800 م | 1:49.52 |
| 2009  | بطولة أوروبا لألعاب القوى تحت 23 سنة 2009     | كاوناس                | 1      | 800 م | 1:45.81 |
| 2009  | بطولة العالم لألعاب القوى 2009                | برلين                 | 14     | 800 م | 1:46.33 |
| 2010  | بطولة العالم لألعاب القوى داخل الصالات 2010   | الدوحة                | 3      | 800 م | 1:46.69 |
| 2010  | بطولة أوروبا لألعاب القوى 2010                | برشلونة               | 3      | 800 م | 1:47.22 |
| 2011  | بطولة أوروبا لألعاب القوى داخل الصالات 2011   | باريس                 | 1      | 800 م | 1:47.87 |
| 2011  | بطولة أوروبا لألعاب القوى تحت 23 سنة 2011     | أوسترافا              | 1      | 800 م | 1:46.71 |
| 2011  | بطولة العالم لألعاب القوى 2011                | دايغو                 | 6      | 800 م | 1:45.25 |
| 2012  | بطولة العالم لألعاب القوى داخل الصالات 2012   | إسطنبول               | 4      | 800 م | 1:49.16 |
| 2012  | ألعاب القوى في الألعاب الأولمبية الصيفية 2012 | لندن، المملكة المتحدة | 12     | 800 م | 1:45.34 |
| 2013  | بطولة أوروبا لألعاب القوى داخل الصالات 2013   | غوتنبرغ               | 1      | 800 م | 1:48.69 |
| 2013  | بطولة العالم لألعاب القوى 2013                | موسكو                 | 12     | 800 م | 1:45.68 |
| 2014  | بطولة العالم لألعاب القوى داخل الصالات 2014   | سوبوت                 | 2      | 800 م | 1:46.76 |
| 2014  | بطولة أوروبا لألعاب القوى 2014                | زيورخ                 | 1      | 800 م | 1:44.15 |
| 2015  | بطولة العالم لألعاب القوى 2015                | بكين                  | 2      | 800 م | 1:46.08 |

## وصلات خارجية
- آدم كشتوت على موقع الاتحاد الدولي لألعاب القوى (الإنجليزية)
- آدم كشتوت على موقع الاتحاد الأوروبي لألعاب القوى (الإنجليزية)
- آدم كشتوت على موقع الرابطة البولندية لألعاب القوى (البولندية)
- آدم كشتوت على موقع الدوري الماسي (الإنجليزية)
- آدم كشتوت على موقع اللجنة الأولمبية الدولية (الإنجليزية)
- آدم كشتوت على موقع أوليمبيديا (الإنجليزية)
- آدم كشتوت على موقع اللجنة الأولمبية البولندية (مؤرشف) (البولندية)